# Leiothecium ellipsoideum
Leiothecium ellipsoideum är en svampart som beskrevs av Samson & Mouch. 1975. Leiothecium ellipsoideum ingår i släktet Leiothecium, ordningen Eurotiales, klassen Eurotiomycetes, divisionen sporsäcksvampar och riket svampar.   Inga underarter finns listade i Catalogue of Life.